# Status quo ante bellum
Термін status quo ante bellum (іноді скорочується до status quo ante) — латинський вислів, що означає «стан, який існував до війни». Цей термін спочатку використовувався в договорах для позначення виведення ворожих військ і відновлення довоєнного лідерства. У такому вигляді це означає, що жодна сторона не отримує і не втрачає жодних територіальних, економічних чи політичних прав. Це контрастує з uti possidetis, де кожна сторона зберігає будь-яку територію та іншу власність, яку вона має наприкінці війни.

## Історичні приклади
Раннім прикладом є договір, який завершив Візантійсько-сасанідську війну 602–628 років між Східно-Римською та Сасанідською Перською імперіями. Перси зайняли Малу Азію, Палестину та Єгипет. Після успішного контрнаступу римлян у Месопотамії, який нарешті завершив війну, цілісність східного кордону Риму, яка була до 602 року, була повністю відновлена. Обидві імперії були виснажені після цієї війни, і жодна не була готова захищатися, коли армії ісламу почали нашестя з Аравії в 632 році.
Іншим прикладом є Абіссінсько-Адальська війна в шістнадцятому столітті між мусульманським Адальським султанатом і християнською Ефіопською імперією, яка зайшла в глухий кут. Обидві імперії були виснажені після цієї війни і жодна не була готова захищатися від міграцій оромо.

### Семирічна війна
Семирічна війна тривала з 1756 по 1763 рік і завершилася в status quo ante bellum. Під час війни Австрія намагалася повернути у Пруссії регіон Сілезії, який був втрачений у війні за австрійську спадщину вісім років тому. Сілезія остаточно залишилася в руках Пруссії.

### Війна 1812 року
Іншим прикладом війни, яка закінчилася в status quo ante bellum, є війна 1812 року між Сполученими Штатами та Сполученим Королівством, яка була завершена Гентським договором у 1814 році. Під час переговорів британські дипломати запропонували припинити війну uti possidetis. У той час як американські дипломати вимагали поступки від Канади, а британські офіційні особи також наполягали на пробританській індійській державі-бар’єрі на Середньому Заході та утриманні частини штату Мен, яку вони захопили під час війни (тобто Нової Ірландії), остаточний договір залишився ані прибутків, ані втрат землі для Сполучених Штатів чи канадських колоній Сполученого Королівства.

### Конфлікт у корейській демілітаризованій зоні
Корейська війна почалася з розколу Корейського півострова вздовж 38-ї паралелі, причому Північна Корея під керівництвом Кім Ір Сена була підтримана СРСР і Китаєм, а Південна Корея під керівництвом Син Ман Лі підтримувалася Сполученими Штатами. Після того, як бойові дії завершилися припиненням вогню, поточний кордон між Північною Кореєю та Південною Кореєю залишився приблизно вздовж 38-ї паралелі, подібно до розділу 1948 року.
Конфлікт у корейській дімілітаризованій зоні, який також іноді називають Другою Корейською війною, — це серія збройних зіткнень низького рівня між силами Північної Кореї та військами Південної Кореї та Сполучених Штатів, які в основному відбувалися між 1966 і 1969 роками в демілітаризованій зоні Кореї.

### Футбольна війна
Футбольна війна, також відома як Футбольна війна або 100-годинна війна, була короткою війною між Сальвадором і Гондурасом у 1969 році. Це закінчилося припиненням вогню та status quo ante bellum завдяки втручанню Організації американських держав.

### Індо-пакистанська війна 1965 року
Індійсько-пакистанська війна 1965 року стала кульмінацією сутичок, що відбулися між квітнем 1965 року та вереснем 1965 року між Пакистаном та Індією. Конфлікт почався після пакистанської операції «Гібралтар», яка була розроблена для проникнення військ у Джамму та Кашмір, щоб прискорити повстання проти індійського панування. Ця війна зайшла в глухий кут без постійних територіальних змін (див. Ташкентську декларацію).

### Ірано-іракська війна
Ірано-іракська війна тривала з вересня 1980 року по серпень 1988 року. «Війна залишила кордони незмінними. Через три роки, коли назрівала війна із західними державами, Саддам Хусейн визнав права Ірану на східну половину Шатт-ель-Араб, що стало поверненням до status quo ante bellum, від якого він відмовився десять років тому». 
В обмін на це Іран дав обіцянку не вторгатися в Ірак, поки останній буде зайнятий у Кувейті.

### Каргільська війна
Каргільська війна — збройний конфлікт між Індією та Пакистаном, який відбувся в 1999 році між 3 травня і 26 липня в районі Каргіл в Джамму і Кашмірі та в інших місцях уздовж лінії контролю (LoC). Війна почалася з проникнення пакистанських солдатів і озброєних повстанців на позиції на індійському боці контрольної точки. Після двох місяців боїв індійські військові повернули собі більшість позицій на індійському боці, а пакистанські сили відійшли на свої позиції мирного часу. Війна закінчилася без територіальних змін з обох сторін.